# Antelope Hills
Antelope Hills è un census-designated place degli Stati Uniti d'America, situato nella Contea di Natrona nello stato del Wyoming. Nel censimento del 2000 la popolazione era di 88 abitanti. Appartiene all'area metropolitana di Casper.

## Geografia fisica
Secondo i rilevamenti dell'United States Census Bureau, la località di Antelope Hills si estende su una superficie di 34,6 km², tutti occupati da terre.

## Popolazione
Secondo il censimento del 2000, a Antelope Hills vivevano 88 persone, ed erano presenti 21 gruppi familiari. La densità di popolazione era di 2,6 ab./km². Nel territorio comunale si trovavano 53 unità edificate. Per quanto riguarda la composizione etnica degli abitanti, il 95,45% era bianco, l'1,14% era afroamericano e il 3,41% era nativo.
Per quanto riguarda la suddivisione della popolazione in fasce d'età, il 26,1% era al di sotto dei 18, il 3,4% fra i 18 e i 24, il 19,3% fra i 25 e i 44, il 45,5% fra i 45 e i 64, mentre infine il 5,7% era al di sopra dei 65 anni di età. L'età media della popolazione era di 45 anni. Per ogni 100 donne residenti vivevano 109,5 uomini.